# Municipio de Höganäs
El municipio de Höganäs es uno de los 33 municipios de la provincia de Escania, en el sur de Suecia.
Este municipio rural se creó en la reforma de 1971 y se encuentra en la llamada península de Kullen.
Tiene un área de 144 kilómetros cuadrados y una densidad de población de 170 habitantes por kilómetro cuadrado.

## Aglomeraciones urbanas
En el municipio de Höganäs hay un total de 8 ciudades o pueblos, a saber: Arild, Höganäs (capital del municipio), Ingelsträde, Jonstorp, Mjöhult, Mölle, Nyhamnsläge, Viken.

## Turismo
En este municipio se encuentra la Reserva Natural de Kullaberg, con sus acantilados y su faro, el más potente de toda Escandinavia.
Junto a dicha reserva natural se encuentra el pueblo pintoresco Mölle, que destaca por su puerto y los servicios que ofrece para los amantes de la pesca marina, deportes acuáticos y excursiones a lo largo de la costa.

## Empresas públicas
Las empresas Höganäs Energi AB (electricidad y servicios de red) y AB Höganäshem (constructora y administradora) son propiedad en su totalidad de este municipio.